# 1977 na arte

## Eventos
- 18 de julho - Criação do Museu da Horta na Horta, Portugal.
- Salvador Dalí pinta Dalí Lifting the Skin of the Mediterranean Sea to Show Gala the Birth of Venus (par estereoscópico de quadros).

## Mortes
| Data           | Nome                  | Profissão                            | Nacionalidade                              | Observações | Ref |
| -------------- | --------------------- | ------------------------------------ | ------------------------------------------ | ----------- | --- |
| 27 de abril    | Charles Alston        | professor, pintor e escultor         | Estados Unidos                             | n. 1907     |     |
| 14 de agosto   | Rosa Ramalho          | barrista                             | Reino Unido de Portugal, Brasil e Algarves | n. 1888     |     |
| 23 de agosto   | Naum Gabo             | escultor                             | Império Russo                              | n. 1890     |     |
| 24 de novembro | Arlindo Vicente       | pintor                               | Reino Unido de Portugal, Brasil e Algarves | n. 1906     |     |
| 25 de dezembro | Charles Chaplin       | ator, realizador, cantor e dançarino | Reino Unido / Estados Unidos               | n. 1889     |     |
| ??             | Kichizaemon Takahashi | pintor e desenhista                  | Império do Japão                           | n. 1908     |     |